# Tolva

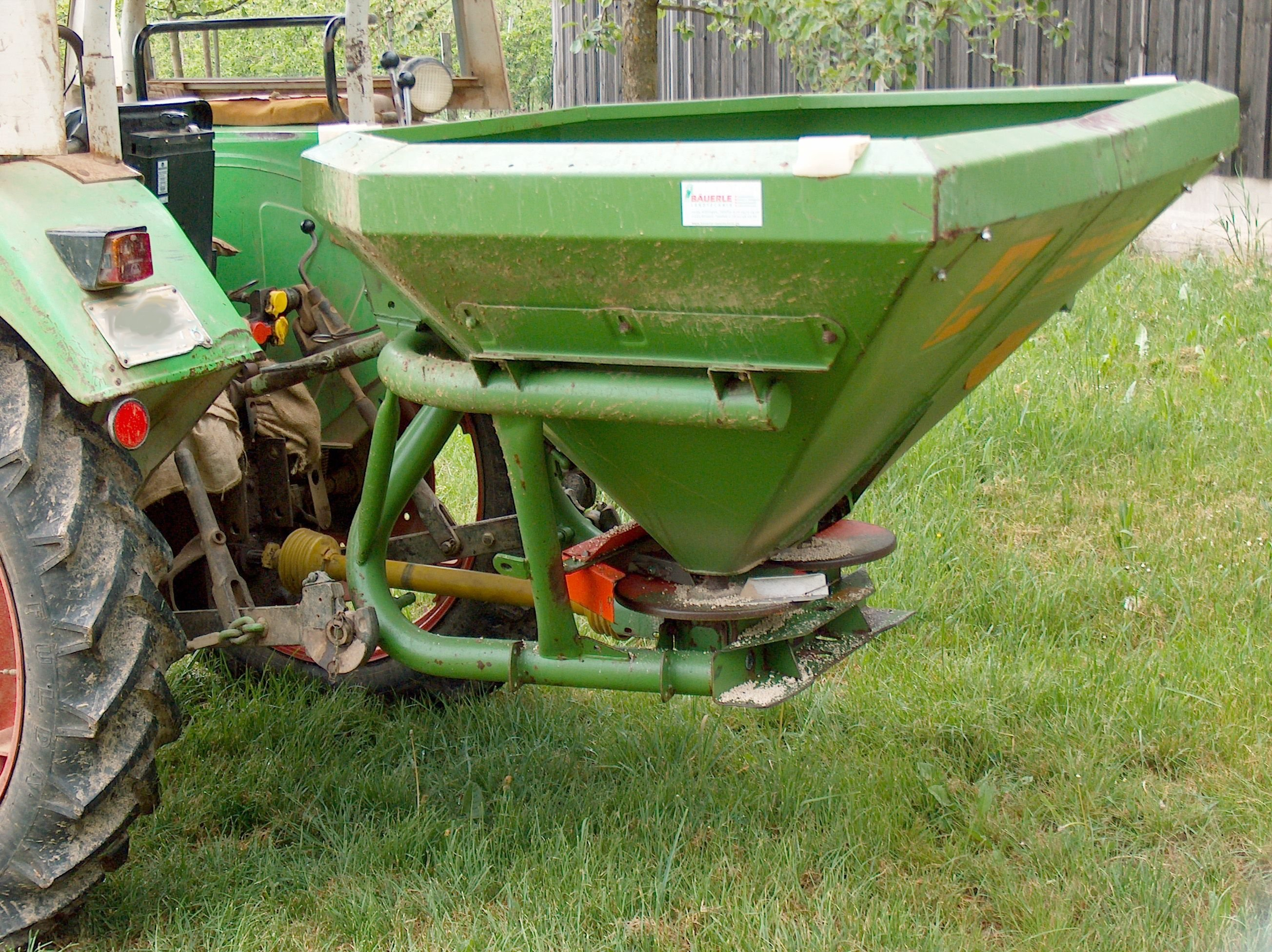
Tolva usada para fertilización y sembrado agrícola.

Se denomina tolva a un dispositivo similar a un embudo de gran tamaño destinado al depósito y canalización de materiales granulares o pulverizados, entre otros. En ocasiones, se monta sobre un chasis que permite el transporte.

## Generalidades
Generalmente es de forma cónica y siempre es de paredes inclinadas como las de un gran cono, de tal forma que la carga se efectúa por la parte superior y forma un cono, la descarga se realiza por una compuerta inferior. Son muy utilizadas en agricultura, en construcción de vías férreas y en instalaciones industriales.

## Industria del plástico

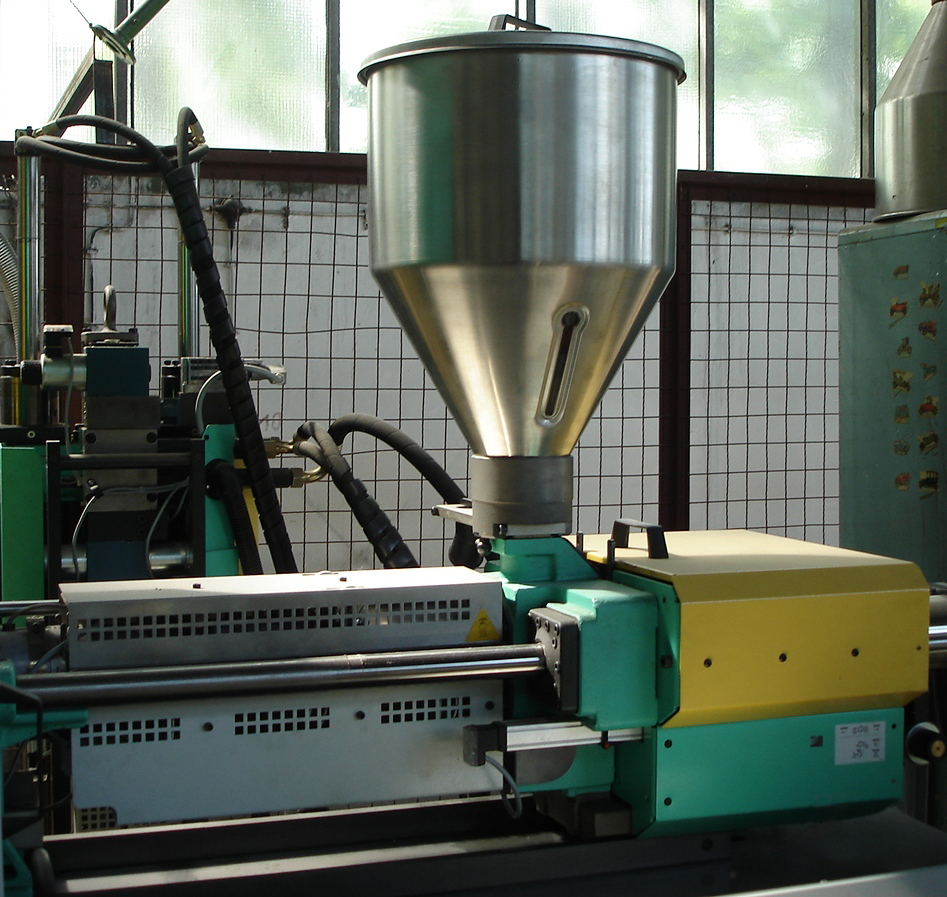
Tolva para inyección de plásticos.

Las tolvas en la industria del plástico son utilizadas en los procesos de inyección, extrusión, moldeo por soplado, termoformación, moldeo por compresión y rotomoldeo.
La tolva se coloca en la entrada para alimentación de polímero y muchas veces conecta con un robot que alimenta de manera adecuada volumétrica o gravimétricamente los gránulos de plástico, pigmento o concentrado de color que se desea procesar.
Es importante en los procesos de tecnología del plástico, pues permite una dosificación de material homogénea que se refleja en piezas de mejor calidad.
Es fundamental para diversos procesos industriales de muchas índoles en la actualidad.

## Trasiego de graneles
La tolva es un elemento fundamental para el trasiego de graneles en las terminales marítimas. Aquellas materias primas sólidas tales como el Clinker y otros minerales, o los cereales, requieren de este útil para traspasar la carga de las bodegas de los barcos a cintas transportadoras o camiones.
El peso creciente de las políticas medioambientales en todos los espectros de la industria, ha obligado a las distintas autoridades portuarias a adquirir o reemplazar las tolvas convencionales por tolvas ecológicas, que incorporan distintos sistemas de contención y tratamiento de residuos sólidos y polvo en suspensión.